# Кокрофт (лунный кратер)
Кратер Кокрофт (лат. Cockcroft) — большой древний ударный кратер в северном полушарии обратной стороны Луны. Название присвоено в честь английского физика Джона Кокрофта (1897—1967) и утверждено Международным астрономическим союзом в 1970 г. Образование кратера относится к донектарскому периоду .

## Описание кратера
Ближайшими соседями кратера Кокрофт являются кратер Крылов на северо-западе; кратер Эвершедт на северо-востоке; кратер Ван ден Берг на востоке; кратер Минер на юге и кратер Фицджеральд на юго-западе. Селенографические координаты центра кратера 31°05′ с. ш. 162°55′ з. д. / 31,09° с. ш. 162,91° з. д., диаметр 92,2 км, глубина 2,8 км.
Кратер Кокрофт имеет полигональную форму, значительно разрушен за длительное время своего существования. Вал сглажен и трудно различим, южную часть вала перекрывает сателлитный кратер Кокрофт N (см. ниже), восточная часть вала перкрыта группой небольших кратеров. Высота вала над окружающей местностью достигает 1440 м, объем кратера составляет приблизительно 8 400 км3. Дно чаши пересеченное, в юго-западной части чаши находятся останки древнего безымянного кратера, в восточной части чаши расположен приметный чашеобразный кратер.

## Сателлитные кратеры
| Кокрофт | Координаты                                              | Диаметр, км |
| ------- | ------------------------------------------------------- | ----------- |
| N       | 28°47′ с. ш. 163°40′ з. д. / 28,78° с. ш. 163,67° з. д. | 60,7        |

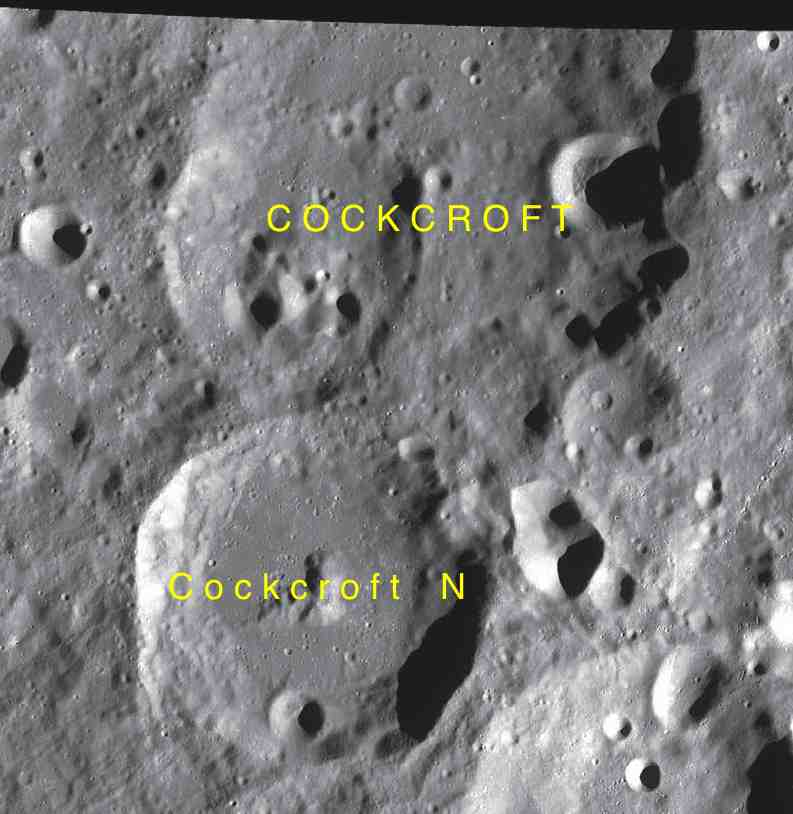
Фрагмент карты LAC-51.

- Образование сателлитного кратера Кокрофт N относится к нектарскому периоду[1].

## См.также
- Список кратеров на Луне
- Лунный кратер
- Морфологический каталог кратеров Луны
- Планетная номенклатура
- Селенография
- Минералогия Луны
- Геология Луны
- Поздняя тяжёлая бомбардировка